# Élections aux Cortes d'Aragon
Les élections aux Cortes d'Aragon (en espagnol : elecciones a las Cortes de Aragón) se tiennent tous les quatre ans, afin d'élire les députés aux Cortes d'Aragon. Celles-ci se composent, actuellement, de 67 députés.

## Résumé
| Année | Participation | Hémicycle                     | Parti en tête     | Parti en tête    | Score   | Sièges  | Président | Président                   | Président |
| ----- | ------------- | ----------------------------- | ----------------- | ---------------- | ------- | ------- | --------- | --------------------------- | --------- |
| 1983  | 66,71 %       |                               |                   | Parti socialiste | 47,13 % | 33 / 66 |           | Santiago Marraco            | PSOE      |
| 1987  | 69,68 %       |                               |                   | Parti socialiste | 36,21 % | 27 / 67 |           | Hipólito Gómez de las Roces | PAR       |
| 1991  | 64,55 %       |                               |                   | Parti socialiste | 40,87 % | 30 / 67 |           | Emilio Eiroa                | PAR       |
| 1991  | 64,55 %       |                               | José Marco (1993) | Parti socialiste | 40,87 % | 30 / 67 | PSOE      |                             |           |
| 1991  | 64,55 %       | Ramón Tejedor (intérim, 1995) |                   | Parti socialiste | 40,87 % | 30 / 67 | PSOE      |                             |           |
| 1995  | 71,57 %       |                               |                   | Parti populaire  | 38,10 % | 27 / 67 |           | Santiago Lanzuela           | PP        |
| 1999  | 65,51 %       |                               |                   | Parti populaire  | 39,03 % | 28 / 67 |           | Marcelino Iglesias          | PSOE      |
| 2003  | 70,35 %       |                               |                   | Parti socialiste | 38,75 % | 27 / 67 |           | Marcelino Iglesias          | PSOE      |
| 2007  | 67,39 %       |                               |                   | Parti socialiste | 42,08 % | 30 / 67 |           | Marcelino Iglesias          | PSOE      |
| 2011  | 69,44 %       |                               |                   | Parti populaire  | 39,10 % | 30 / 67 |           | Luisa Fernanda Rudi         | PP        |
| 2015  | 66,33 %       |                               |                   | Parti populaire  | 27,50 % | 21 / 67 |           | Javier Lambán               | PSOE      |
| 2019  | 66,16 %       |                               |                   | Parti socialiste | 30,84 % | 24 / 67 |           | Javier Lambán               | PSOE      |
| 2023  | 66,54 %       |                               |                   | Parti populaire  | 35,51 % | 28 / 67 |           | Jorge Azcón                 | PP        |